# Leucoraja naevus

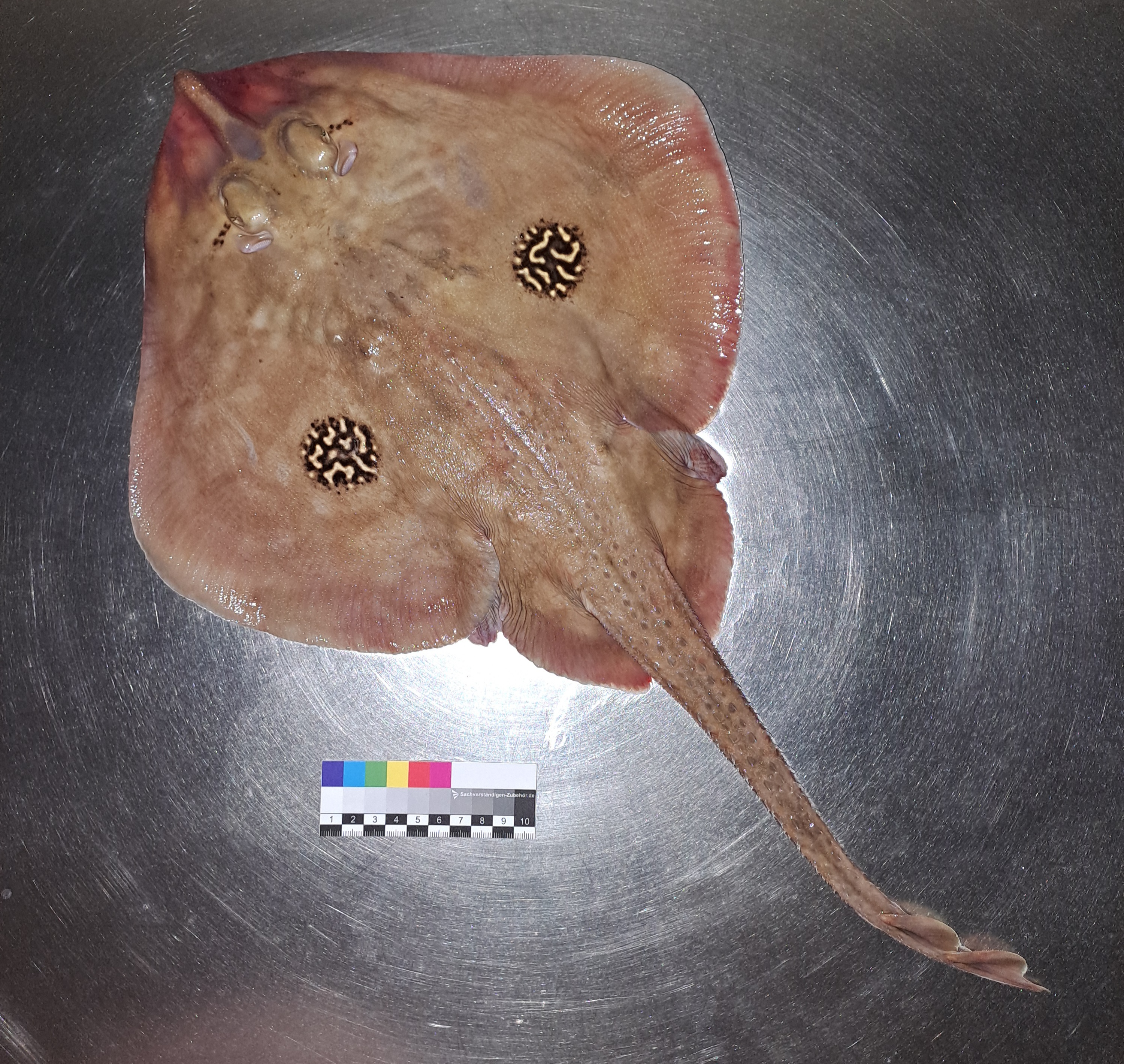
Leucoraja naevus, hembra capturada en el puerto de Castelló (España) el 23 de enero de 2025, vista apical

La raya santiaguesa o escayuda (Leucoraja naevus) es una especie de pez rajiforme de la familia Rajidae.

## Descripción
Los machos pueden llegar a alcanzar los 71 cm de longitud total y las hembras 68.

## Hábitat
Es un pez marino de clima subtropical (60 ° N-15 º N, 18 ° W-36 ° E) y demersal que vive entre 20–500 m de profundidad.

## Distribución
Se encuentra en el océano Atlántico oriental, desde el Kattegat, en el mar del Norte, Gran Bretaña, Irlanda y el Mediterráneo hasta Marruecos y Senegal.

## Comportamiento

### Reproducción
Es ovíparo y las hembras ponen huevos envueltos en una cápsula córnea.

### Alimentación
Se alimenta de animales bentónicos.

## Observaciones
Es inofensivo para el hombre.